# Domblans
Domblans község Franciaország Burgundia-Franche-Comté régiójában, Jura megyében. Új községként 2019. január 1-jén jött létre a korábbi Domblans és Bréry község egyesítésével. A korábbi községek egyesülésekor az új község lélekszáma 1233 fő lett.
Lakosainak száma 1195 fő (2022. január 1.). Domblans Frontenay, Château-Chalon, Le Louverot, Menétru-le-Vignoble, Plainoiseau, Voiteur, Arlay, Mantry és Saint-Lamain községekkel határos.

## Népesség
A település népességének változása:
| Lakosok száma | 921  | 963  | 1012 | 1232 | 1230 | 1232 | 1220 | 1207 | 1195 |
|               | 2013 | 2015 | 2016 | 2017 | 2018 | 2019 | 2020 | 2021 | 2022 |